# Морозов, Михаил Александрович
Михаил Александрович Морозов (род. 7 мая 1972, Куйбышев, СССР) — российский певец (бас-баритон), исполнитель романсов, патриотических песен, заслуженный артист Республики Ингушетия, обладатель премии и золотой медали им. М. В. Ломоносова за вклад в отечественную культуру и искусство.

## Биография

### Детство и юность
Михаил Морозов родился 7 мая 1972 года в городе Куйбышев. Фамилия при рождении Вайсман. Родители — Нина Викторовна и Александр Иосифович, расстались, когда Михаилу было 4 года. Отец Михаила переехал в город Волжский Волгоградской области, где работал на крупном подшипниковом заводе. Мама работала воспитателем в детском саду.
В детстве он учился в художественной школе: рисовал и мечтал стать мультипликатором. О музыке он тогда вообще не думал — выступление перед аудиторией всегда становилось для него настоящим кошмаром — Михаил боялся публики. Но когда в руки попала гитара — мечты изменились. На сцене, с гитарой в руках, М. Морозов чувствовал себя очень уверенно.

### Начало творческой деятельности
В 1989 году М. Морозов становится лауреатом фестиваля авторской песни имени Валерия Грушина с песней своего школьного учителя истории, посвященной женщинам, разделившим судьбу со своими мужьями-декабристами.

## Гастроли и выступления
Первый ансамбль, с которым начал работать Михаил Морозов — ансамбль «Алия», исполнявший еврейские песни.

### Сольные концерты и продюсерская деятельность
- В августе 2003 года Михаил, как представитель культуры, с делегацией Самарской губернии, посетил тихоокеанскую подводную лодку «Самара» (п-ов Камчатка).
- 7 мая 2007 года, день своего 35-летия, Михаил Морозов отметил юбилейным концертом в клубе Железнодорожников им. А. Пушкина. К этому событию были записаны три музыкальных диска: «Песни из прошлого», «Любимые песни солдат», «Надеждою живу». Концерт прошёл с переаншлагом.
- В марте 2008 года Михаил выступил с концертом на атомной подводной лодке «Оренбург» (Северный ледовитый океан).
- Михаил Морозов регулярно участвует в благотворительной деятельности. В 2008 году он выступал в благотворительных концертах в пользу пострадавших в ходе грузинской агрессии в Южной Осетии — в Окружном Доме Офицеров (г. Самара) в сопровождении большого хора (более 300 человек).

## Признание и награды
- Заслуженный артист Республики Ингушетия
- Премия и золотая медаль им. М. В. Ломоносова за вклад в отечественную культуру и искусство
- Казачий войсковой старшина, очередной воинский чин, присвоенный Михаилу Морозову Самарской городской общественной казачьей организацией (23 февраля 2009 года)
- Крест 3 степени за заслуги перед казачеством присвоен Михаилу Морозову генерал-полковником Г. Н. Трошиным, советником Президента Российской Федерации по делам казачества (весна 2009 года)

## Дискография
- «Другой» (2009)
- «Где друзья минувших лет»

| Диск «Где друзья минувших лет» содержит гусарские и казачьи песни. В аранжировках здесь только живые инструменты, на которых сыграли известные музыканты: баян — Сергей Войтенко, гитара — Юрий Зюзин, домра — Антон Чердакли и др. Также во всех композициях Михаил сам играет на гитаре. В диск вошли как известные произведения на стихи Дениса Давыдова, так и авторские композиции. На песню Олега Митяева «Поручик» с этого диска снят видеоклип. |

- «65-летию Победы посвящается…»

| Над диском, посвященным 65-летию Победы, который так и называется, Михаил работал несколько лет, пока не достиг наивысшего удовлетворения от записанных песен. Диск содержит классику военных и патриотических песен, а также одну песню современного автора — начальника Самарского Областного Клинического Госпиталя для ветеранов войн, профессора, О. Г. Яковлева. Диск выпущен как коллекционное издание с приложением DVD — 5 видеоклипов на военные песни. |